# Utinahica
Les Utinahica étaient un peuple premier américain vivant au XVIIe siècle sur le territoire des actuels États de Géorgie et de Floride, dans le Sud des États-Unis. Ils étaient étroitement liés aux Utinas. Parmi leurs descendants, on peut citer les Creeks. Les premiers Européens à les identifier furent les Huguenots français commandés par Jean Ribault qui s'établirent en 1562 à Charlesfort dans la colonie de la Floride française.
La mission Santa Isabel de Utinahica, fut établie, par les Espagnols dans le chef-lieu des Utinahica sur l'Altamaha River, près de l'actuelle Jacksonville, dans la première moitié du XVIIe siècle.

## Source
- (en) Jerald T Milanich et Jay I. Kislak, The Timucua, Oxford, UK ; Cambridge, Mass. : Blackwell Publishers, 1996.  (ISBN 9781557864888)
- (en) John E. Worth, The Timucuan chiefdoms of Spanish Florida, Gainesville : University Press of Florida, 1998.  (ISBN 9780813015743)